# برند گربر
برند گربر (انگلیسی: Bernd Gerber؛ زادهٔ ۲۱ دسامبر ۱۹۶۱) بازیکن فوتبال اهل آلمان است.
از باشگاه‌هایی که در آن بازی کرده‌است می‌توان به باشگاه فوتبال بلاو-وایس ۹۰ برلین، باشگاه فوتبال کایزرسلاوترن، و باشگاه فوتبال بوخوم اشاره کرد.